# Floridante
Floridante (HWV 14) es una ópera seria en tres actos con música de Georg Friedrich Händel escrita en 1721. El libreto en italiano fue obra de Paolo Antonio Rolli a partir de otro libreto anterior de Francesco Silvani para el dramma per musica de Marc'Antonio Ziani titulado La costanza in trionfo de 1696. 
Fue estrenada en el Her Majesty’s Theatre de Londres el 9 de diciembre de 1721. Tras su revisión fue representada nuevamente el 4 de diciembre de 1722 en Londres, en 1723 en Hamburgo y nuevamente en Londres en 1727 y 1733. En tiempos modernos, fue reestrenada en el Teatro Unicom de Abingdon el 10 de mayo de 1962.
En la década de 1930 se descubrió un manuscrito del último coro de la obra que se encuentra en el Museo Británico.
Esta obra rara vez se representa en la actualidad; en las estadísticas de Operabase aparece con sólo 5 representaciones en el período 2005-2010.

## Reparto
| Papel                          | Tipo de voz      | Intérprete            |
| ------------------------------ | ---------------- | --------------------- |
| Floridante, Príncipe de Tracia | alto castrato    | Senesino              |
| Oronte, rey de Persia          | bajo             | Giuseppe Maria Boschi |
| Timante, príncipe de Tiro      | soprano castrato | Berselli              |
| Rossane, la hija de Oronte     | soprano          | Maddalena Salvai      |
| Elmira                         | alto             | Anastasia Robinson    |
| Coralbo, sátrapa persa         | bajo             |                       |